# Carex scabrifolia
Carex scabrifolia är en halvgräsart som beskrevs av Ernst Gottlieb von Steudel. Carex scabrifolia ingår i släktet starrar, och familjen halvgräs. Inga underarter finns listade i Catalogue of Life.